# Prunus sect. Emplectocladus
Prunus sect. Emplectocladus is een sectie in het geslacht Prunus uit de rozenfamilie. De sectie wordt in het ondergeslacht Prunus geplaatst. Deze sectie omvat een zestal soorten sierbomen afkomstig uit de Nieuwe Wereld.
De taxonomische positie van de groep wordt door verschillende auteurs anders behandeld. Het is niet ongebruikelijk om de groep in de literatuur tegen te komen als ondergeslacht van het geslacht Prunus. Op basis van de resultaten van moleculair fylogenetisch onderzoek, stelden Shuo Shi et al. (2013) voor om de groep als sectie in het ondergeslacht Prunus te plaatsen.

## Soorten

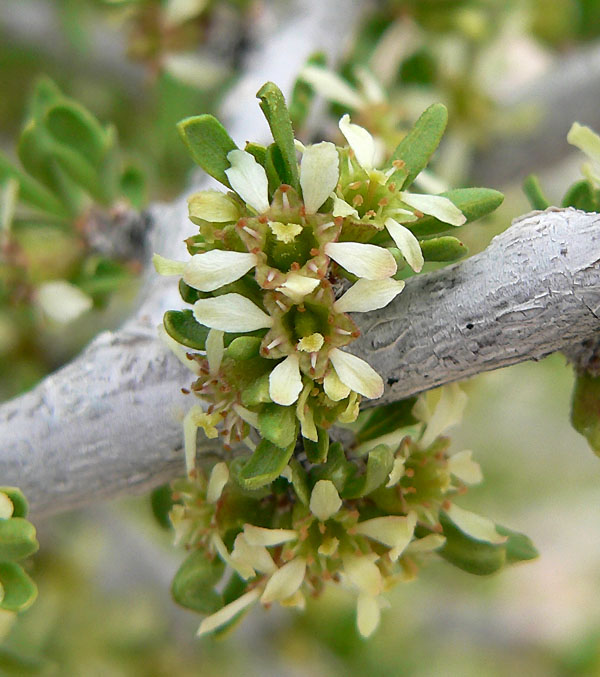
Bloesem van Prunus fasciculata

- Prunus fasciculata
- Prunus cercocarpifolia
- Prunus eremophila
- Prunus havardii
- Prunus microphylla
- Prunus minutiflora

... · 
P. armeniaca (Abrikoos) · 
P. avium (Zoete kers) · 
P. cerasifera (Kerspruim) · 
P. cerasus (Zure kers) · 
P. domestica (Pruim) · 
P. dulcis (Amandelboom) ·
P. incisa (Fujikers) · 
P. insititia (Kroosje) · 
P. itosakura · 
P. laurocerasus (Laurierkers) · 
P. maackii · 
P. mahaleb (Weichselboom) · 
P. mume (Japanse abrikoos) · 
P. padus (Gewone vogelkers) · 
P. persica (Perzik) · 
P. salicina × armeniaca (Pluot) · 
P. serrulata (Japanse sierkers) · 
P. serotina (Amerikaanse vogelkers) · 
P. sibirica · 
P. spinosa (Sleedoorn) · 
P. ×syriaca (Mirabel) · 
P. ×yedoensis  · 
...